# 池原昭治
池原 昭治（いけはら しょうじ、1939年 - ）は、日本の画家。童絵作家を名乗って活動している。日本漫画家協会会員。
高松短期大学客員教授、香川県「子育て心配無用教え隊」、埼玉県川越市「小江戸川越大使」、埼玉県狭山市「狭山観光大使」も務めている。
読売新聞、朝日新聞、神奈川新聞、上毛新聞、四国新聞、日本農業新聞などに、童絵や民話、連載漫画などを掲載。
日本各地の民話を訪ね歩き、『童絵』という独自の画風を確立。観音霊場や祭りに関する多くの著書がある。

## 来歴
香川県高松市出身。高校卒業後、会社勤めを経て1963年に東映動画に入社し、アニメーターとして働く。1983年から、テレビ「まんが日本昔ばなし」の演出・作画・美術を担当する。
現在は、埼玉県狭山市に在住しており、埼玉県西部地区の民話や昔話を収集し、独特のほのぼのとしたタッチで描いている。
2019年現在も、狭山市広報誌「広報さやま」にて連載中。
1985年、「狭山市史」民俗編、「坂戸市史」民俗編執筆刊行。
1990年、郵政省ふるさと切手「通りゃんせ」の原画を担当する。
1994年、環境庁イメージポスター制作担当。
2000年、高松市「花樹海」内に「池原昭治童画館」設立。
2004年、高松短期大学開学35周年記念「池原昭治童画展」を開催。
秩父ふるさと館『ちちぶ巡礼と民話のやかた』にて作品展示。
2005年、三富巡回文化財展実行委員会、三芳町立歴史民俗資料館にて、「三富の絵本・池原昭治原画展」を開催。
同年狭山市立博物館にて、「池原昭治・童絵の世界展」を開催。
2007年、日本郵政公社関東支社発行「童絵切手・ふるさとの風景」の原画を担当。
2009年、香川県琴平町立ギャラリーACTことひらにて、「池原昭治・童絵のこころ『小さな画集』」出版記念原画展を開催。
2010年、サンポートホール高松にて、「真夏竜が語る『池原昭治の童絵と民話』」を開催。
2011年から香川県広報誌「THEかがわ」の表紙絵を担当。
2018年、埼玉県狭山市オリジナルの婚姻記念証で、詩人吉野弘氏の「祝婚歌」とのコラボ。
2019年、池原昭治の童絵がデザインされた埼玉県「狭山市オリジナルナンバープレート」交付開始。香川県2020年憲法記念日知事表彰「文化芸術功労」受賞。
2021年、KDDIのCM「au三太郎シリーズ」の「コラボ会議」編でイラストを担当。
2022年3月から5月まで埼玉県狭山市立博物館にて「童絵作家・池原昭治展」開催。
著書に「讃岐の絵本」、「カッコウの鳴く朝 わらべのいる風景」、「動物昔話・がおろのおわび」、「日本の民話300」、「川越の伝説」、「埼玉のお地蔵さん」ほか多数。